# Fase final da Copa Libertadores da América de 2007
A fase final da Copa Libertadores da América de 2007 compreendeu as disputas de oitavas-de-final, quartas-de-final, semifinal e final. As equipes se enfrentaram em jogos eliminatórios de ida e volta em cada fase, e a que somasse mais pontos se classificava a fase seguinte.

## Critérios de desempate
Se em um cruzamento as determinadas equipes igualassem em pontos, o primeiro critério de desempate seria o saldo de gols. Caso empatassem no saldo, o gol marcado na casa do adversário entraria em consideração. Persistindo o empate, a vaga seria decidida na disputa por pênaltis.

## Classificação geral
Para determinar todos os cruzamentos da fase final, foi levado em conta o desempenho das equipes na segunda fase. As equipes que finalizaram em primeiro lugar nos grupos dividiram-se de 1.º a 8.º e as equipes que se classificaram em segundo lugar nos grupos, de 9.º a 16.º. A melhor equipe enfrentou a 16.ª, a 2.ª contra a 15.ª, e assim sucessivamente.
Tabela de classificação
| Pos. | Primeiros dos grupos | Pts | J | V | E | D | GP | GC | SG  |
| ---- | -------------------- | --- | - | - | - | - | -- | -- | --- |
| 1    | Santos               | 18  | 6 | 6 | 0 | 0 | 12 | 1  | +11 |
| 2    | Flamengo             | 16  | 6 | 5 | 1 | 0 | 10 | 4  | +6  |
| 3    | Libertad             | 13  | 6 | 4 | 1 | 1 | 9  | 4  | +5  |
| 4    | Toluca               | 12  | 6 | 4 | 0 | 2 | 10 | 6  | +4  |
| 5    | Necaxa               | 12  | 6 | 4 | 0 | 2 | 9  | 7  | +2  |
| 6    | Vélez Sarsfield      | 11  | 6 | 3 | 2 | 1 | 6  | 3  | +3  |
| 7    | Grêmio               | 10  | 6 | 3 | 1 | 2 | 4  | 4  | 0   |
| 8    | Colo-Colo            | 9   | 6 | 3 | 0 | 3 | 12 | 7  | +5  |

| Pos. | Segundos dos grupos | Pts | J | V | E | D | GP | GC | SG |
| ---- | ------------------- | --- | - | - | - | - | -- | -- | -- |
| 9    | América             | 12  | 6 | 4 | 0 | 2 | 12 | 10 | +2 |
| 10   | São Paulo           | 11  | 6 | 3 | 2 | 1 | 11 | 4  | +7 |
| 11   | Boca Juniors        | 10  | 6 | 3 | 1 | 2 | 11 | 5  | +6 |
| 12   | Nacional            | 10  | 6 | 3 | 1 | 2 | 9  | 5  | +4 |
| 13   | Cúcuta Deportivo    | 9   | 6 | 2 | 3 | 1 | 9  | 7  | +2 |
| 14   | Paraná              | 9   | 6 | 3 | 0 | 3 | 9  | 8  | +1 |
| 15   | Defensor Sporting   | 9   | 6 | 3 | 0 | 3 | 8  | 7  | +1 |
| 16   | Caracas             | 9   | 6 | 3 | 0 | 3 | 7  | 10 | -3 |

## Oitavas-de-final
| Chave | Equipe 1        | Total | Equipe 2          | Ida | Volta |
| ----- | --------------- | ----- | ----------------- | --- | ----- |
| A     | Santos          | 5–4   | Caracas           | 2–2 | 3–2   |
| B     | Colo-Colo       | 2–4   | América           | 0–3 | 2–1   |
| C     | Necaxa          | 2–4   | Nacional          | 2–3 | 0–1   |
| D     | Toluca          | 3–5   | Cúcuta Deportivo  | 1–5 | 2–0   |
| E     | Flamengo        | 2–3   | Defensor Sporting | 0–3 | 2–0   |
| F     | Grêmio          | 2–1   | São Paulo         | 0–1 | 2–0   |
| G     | Vélez Sarsfield | 3–4   | Boca Juniors      | 0–3 | 3–1   |
| H     | Libertad        | 2–1   | Paraná            | 2–1 | 1–1   |

### Chave A
| 2 de maio     | Caracas                    | 2 – 2     | Santos                      | Estádio Olímpico da UCV, Caracas              |
| 16:15 (UTC-4) | Velásquez 55' · Vielma 87' | Relatório | Zé Roberto 16' · Kléber 64' | Público: 16 087 Árbitro: ECU Mauricio Reinoso |

| 10 de maio    | Santos                             | 3 – 2     | Caracas                  | Estádio Vila Belmiro, Santos                 |
| 18:30 (UTC-3) | Adaílton 34' · Zé Roberto 40', 66' | Relatório | Rey 23' · Carpintero 30' | Público: 10 826 Árbitro: PAR Carlos Amarilla |

### Chave B
| 2 de maio     | América                                 | 3 – 0     | Colo-Colo | Estádio Azteca, Cidade do México           |
| 17:30 (UTC-5) | Cabañas 26' · Fernández 29' · Rojas 53' | Relatório |           | Público: 47 307 Árbitro: PAR Antonio Arias |

| 8 de maio     | Colo-Colo                   | 2 – 1     | América     | Estádio Monumental, Santiago                 |
| 19:45 (UTC-4) | Castro 70' (gc) · Suazo 88' | Relatório | Infante 86' | Público: 26 569 Árbitro: URU Jorge Larrionda |

### Chave C
| 3 de maio     | Nacional                           | 3 – 2     | Necaxa                      | Estádio Gran Parque Central, Montevidéu                    |
| 21:10 (UTC-3) | Vera 7' · Godín 23' · Martínez 55' | Relatório | Kléber 10' · Godín 53' (gc) | Público: 18 204 Árbitro: BRA Sálvio Spínola Fagundes Filho |

| 10 de maio    | Necaxa | 0 – 1     | Nacional     | Estádio Azteca, Cidade do México             |
| 21:30 (UTC-5) |        | Relatório | Martínez 88' | Público: 31 314 Árbitro: ARG Sergio Pezzotta |

### Chave D
| 3 de maio     | Cúcuta Deportivo                                       | 5 – 1     | Toluca     | Estádio General Santander, Cúcuta         |
| 21:30 (UTC-5) | Martínez 33', 42', 45' · Castro 34' · del Castillo 89' | Relatório | Sanchéz 1' | Público: 36 304 Árbitro: ARG Saúl Laverni |

| 8 de maio     | Toluca                 | 2 – 0     | Cúcuta Deportivo | Estádio Nemesio Díez, Toluca                 |
| 21:15 (UTC-5) | Zinha 21' · Scocco 90' | Relatório |                  | Público: 26 557 Árbitro: VEN Manuel Andarcia |

### Chave E
| 2 de maio     | Defensor Sporting                    | 3 – 0     | Flamengo | Estádio Centenario, Montevidéu              |
| 21:45 (UTC-3) | Navarro 5' (pen), 75' · González 49' | Relatório |          | Público: 26 921 Árbitro: CHI Carlos Chandía |

| 9 de maio     | Flamengo              | 2 – 0     | Defensor Sporting | Estádio do Maracanã, Rio de Janeiro          |
| 21:45 (UTC-3) | Renato Abreu 36', 47' | Relatório |                   | Público: 67 367 Árbitro: ARG Héctor Baldassi |

### Chave F
| 2 de maio     | São Paulo   | 1 – 0     | Grêmio | Estádio do Morumbi, São Paulo                |
| 21:45 (UTC-3) | Miranda 57' | Relatório |        | Público: 33 387 Árbitro: BRA Wagner Tardelli |

| 9 de maio     | Grêmio                       | 2 – 0     | São Paulo | Estádio Olímpico, Porto Alegre              |
| 21:45 (UTC-3) | Tcheco 17' · Diego Souza 75' | Relatório |           | Público: 42 669 Árbitro: CHI Carlos Chandía |

### Chave G
| 2 de maio     | Boca Juniors                              | 3 – 0     | Vélez Sarsfield | Estádio La Bombonera, Buenos Aires           |
| 21:45 (UTC-3) | Riquelme 9' · Palermo 60' · Rodríguez 89' | Relatório |                 | Público: 28 657 Árbitro: ARG Héctor Baldassi |

| 9 de maio     | Vélez Sarsfield              | 3 – 1     | Boca Juniors | Estádio José Amalfitani, Buenos Aires     |
| 19:15 (UTC-3) | Zárate 14', 36' · Ocampo 79' | Relatório | Riquelme 32' | Público: 10 232 Árbitro: ARG Saúl Laverni |

### Chave H
| 3 de maio     | Paraná     | 1 – 2     | Libertad               | Estádio Vila Capanema, Curitiba              |
| 19:00 (UTC-3) | Josiel 51' | Relatório | Marín 71' · Barone 89' | Público: 12 393 Árbitro: URU Roberto Silvera |

| 10 de maio    | Libertad    | 1 – 1     | Paraná     | Estádio Defensores del Chaco, Assunção    |
| 20:00 (UTC-4) | Gamarra 12' | Relatório | Josiel 86' | Público: 11 554 Árbitro: CHI Rubén Selmán |

## Quartas de final
| Chave | Equipe 1          | Total         | Equipe 2     | Ida | Volta |
| ----- | ----------------- | ------------- | ------------ | --- | ----- |
| S1    | Santos            | 2–1           | América      | 0–0 | 2–1   |
| S2    | Defensor Sporting | 2–2 (2–4 pen) | Grêmio       | 2–0 | 0–2   |
| S3    | Libertad          | 1–3           | Boca Juniors | 1–1 | 0–2   |
| S4    | Cúcuta Deportivo  | 4–2           | Nacional     | 2–0 | 2–2   |

### Chave S1
Todas as partidas estão no horário local
| 16 de maio de 2007 | América | 0 – 0  | Santos | Estadio Azteca, Cidade do México Público: 67.157 Árbitro: Roberto Silvera URU |
| 19:45              |         | Report |        |                                                                               |

| 23 de maio de 2007 21:45 | Santos                      | 2 – 1  | América   | Vila Belmiro, Santos Público: 11.925 Árbitro: Óscar Ruiz COL |
|                          | Jonas 65' Rodrigo Souto 71' | Report | Bilos 32' |                                                              |

### Chave S2
| 16 de maio de 2007 19:30 | Defensor Sporting                    | 2 – 0  | Grêmio | Estadio Centenário, Montevidéu Público: 28.468 Árbitro: Rubén Selman CHI |
|                          | Sorondo 1' Martínez 34' González 37' | Report |        |                                                                          |

| 23 de maio de 2007 19:15 | Grêmio                          | 2 – 0 (4–2 pen) | Defensor Sporting | Estádio Olímpico Monumental, Porto Alegre Público: 42.387 Árbitro: Carlos Amarilla PAR |
|                          | Tcheco 23' Teco 45' Amoroso 90' | Report          | Díaz 90'          |                                                                                        |

|                                  |     | Penalidades                                                              |  |
| Patrício: Lúcio: Douglas: Ramón: | 4–2 | Fernando Fadeuille: Danilo Peinado: Diego de Souza: Maximiliano Pereira: |  |

### Chave S3
| 17 de maio de 2007 21:15 | Boca Juniors | 1 – 1  | Libertad     | La Bombonera, Buenos Aires Público: 31.397 Árbitro: Oscar Ruiz COL |
|                          | Palermo 90'  | Report | Martínez 82' |                                                                    |

| 24 de maio de 2007 20:15 | Libertad | 0 – 2  | Boca Juniors             | Estadio Defensores del Chaco, Assunção Público: 27.137 Árbitro: Carlos Chandía CHI |
|                          |          | Report | Riquelme 61' Palacio 71' |                                                                                    |

### Chave S4
| 15 de maio de 2007 21:00 | Cúcuta Deportivo     | 2 – 0  | Nacional   | Estadio General Santander, Cúcuta Público: 32.400 Árbitro: Carlos Simon BRA |
|                          | Torres 74' Pérez 89' | Report | Pallas 30' |                                                                             |

| 22 de maio de 2007 20:15 | Nacional            | 2 – 2  | Cúcuta Deportivo     | Estádio Gran Parque Central, Montevidéu Público: 13.842 Árbitro: Sergio Pezzotta ARG |
|                          | Castro 11' Vera 84' | Report | Bustos 21' Pajoy 90' |                                                                                      |

## Semifinais
Segundo o regulamento, se dois times do mesmo país passarem às semifinais, os confrontos serão alterados de forma a esses dois times se enfrentarem nessa fase, alterando os cruzamentos pré-determinados. 
| Chave | Equipe 1     | Total | Equipe 2         | Ida | Volta |
| ----- | ------------ | ----- | ---------------- | --- | ----- |
| F1    | Santos       | 3-3   | Grêmio           | 0-2 | 3-1   |
| F2    | Boca Juniors | 4-3   | Cúcuta Deportivo | 1-3 | 3-0   |

### Chave F1
| 30 de maio de 2007 21:45 | Grêmio                            | 2 – 0  | Santos | Olímpico Monumental, Porto Alegre Público: 44.646 Árbitro: Sergio Pezzotta ARG |
|                          | Tcheco 35' (P) Carlos Eduardo 37' | Report |        |                                                                                |

| 6 de junho de 2007 21:45 | Santos                              | 3– 1   | Grêmio          | Vila Belmiro, Santos Público: 19.788 Árbitro: Carlos Torres PAR |
|                          | Renatinho 45'+2, 61' Zé Roberto 77' | Report | Diego Souza 24' |                                                                 |

### Chave F2
| 31 de maio de 2007 19:00 | Cúcuta Deportivo          | 3 – 1  | Boca Juniors | Estadio General Santander, Cúcuta Público: 42.000 Árbitro: Carlos Amarilla PAR |
|                          | Pérez 39', 65' Bustos 83' | Report | Ledesma 27'  |                                                                                |

| 7 de junho de 2007 19:15 | Boca Juniors                           | 3 – 0  | Cúcuta Deportivo | La Bombonera, Buenos Aires Público: Árbitro: Roberto Silvera URU |
|                          | Riquelme 44' Palermo 61' Battaglia 90' | Report |                  |                                                                  |

## Final
O campeão da Libertadores 2007 tem direito de participar do Campeonato Mundial de Clubes da FIFA 2007, caso o time campeão seja integrante de uma confederação sul-americana de futebol. Times do México não têm direito de participar do Campeonato Mundial de Clubes como representante da CONMEBOL, organizadora do evento.
Além do Mundial de Clubes, o campeão da Libertadores 2007 adquire o direito de participar da Recopa Sul-Americana 2008, contra o campeão da Copa Sul-Americana 2007.
| Equipe 1 | Total | Equipe 2     | ida | volta |
| -------- | ----- | ------------ | --- | ----- |
| Grêmio   | 0-5   | Boca Juniors | 0-3 | 0-2   |

| 13 de junho de 2007 21:45 | Boca Juniors                               | 3 – 0  | Grêmio            | La Bombonera, Buenos Aires Público: 39.993 Árbitro: Jorge Larrionda URU |
|                           | Palacio 18' Riquelme 73' Patricio 89' (GC) | Report | Sandro Goiano 57' |                                                                         |

| 20 de junho de 2007 21:45 | Grêmio | 0 – 2  | Boca Juniors      | Olímpico, Porto Alegre Público: 43.952 Árbitro: Oscar Ruiz COL |
|                           |        | Report | Riquelme 68', 80' |                                                                |

| Libertadores 2007                 |
| --------------------------------- |
| BOCA JUNIORS Campeão (6.º título) |